# Antoni Rogalski (poseł)
Antoni Rogalski (ur. 17 stycznia 1824 w Grzymałowie - zm. 17 grudnia 1897 tamże), mieszczanin, poseł do Sejmu Krajowego Galicji i do austriackiej Rady Państwa
Urodził się w rodzinie rzymsko-katolickiej, był synem szewca Wojciecha. Mieszczanin, miał gospodarstwo rolne w Grzymałowie. Ożeniony z  Rozalią z Ostrowskich, mieli dwie córki.
Poseł do Sejmu Krajowego Galicji I kadencji (1861–1867), wybrany w IV kurii (gmin wiejskich) obwodu Tarnopol, z okręgu wyborczego nr 38 Skałat-Grzymałów.
Poseł do austriackiej Rady Państwa I kadencji (13 maja 1861 - 20 września 1865), wybrany przez Sejm w kurii XVII – jako delegat z grona posłów wiejskich okręgów: Tarnopol, Ihrowica, Mikulińce, Skałat, Grzymałów, Zbaraż, Medyń, Trembowla, Złotniki. Był członkiem Koła Polskiego.